# エモジン
エモジン（emodin、6-メチル-1,3,8-トリヒドロキシアントラキノン）は、天然に存在するアントラキノン類の1つである。

## アントラキノン類
エモジンも含めたアントラキノン類は、基本的に酢酸-マロン酸経路で生合成される。
エモジンに関連したアントラキノン類としては、アロエエモジン（aloe emodin）、クリソファノール（chrysophanol）、レイン、フィシオン（physcion）などが挙げられる。これらは、エモジンと同様にアントラキノン骨格を有するものの、それに結合している官能基が少しずつ異なっている。
また、アントラキノン類の中には配糖体も存在する。

## 所在
エモジンは、近縁関係に無い起源植物を原料とした生薬に含有されている場合があると知られている。例えば、マメ科の植物の種子である決明子に成分の1つとして含まれる。また例えば、タデ科の植物の根茎である大黄に成分の1つとして含まれる。同じくタデ科のツルドクダミの塊根である伺首烏（かしゅう）にも成分の1つとして含まれる。
アロエエモジンまで含めると、ユリ科のアロエや、マメ科のセンナにも含まれる。

## 生理活性
エモジンは抗菌活性を有する。しかし、全ての細菌を殺すわけではなく、エモジンのようなアントラキノン類を経口摂取した場合には、腸内細菌叢の作用によって、アンスロンに代謝され、それが穏やかな下剤として作用する事が知られている。